# Ein al-Beida
Ein al-Beida (àrab: عين البيضا, ʿAyn al-Bayḍā) és una vila palestina de la governació de Tubas, al nord-oest de Cisjordània. Té una població d'uns 1,050 habitants.

## Història
Ein al-Beida va ser establerta el 1952 pels agricultors àrabs pertanyents a les famílies Fuquha i Daraghmah de la propera Tubss que eren amos de granges de la zona i va decidir establir un poble. El poble porta el nom d'un gran brollador a la comarca, Ein al-Beida, que s'utilitzava per al reg de les terres veïnes, però que actualment es troba sec a causa de la manca de pràctiques de conservació de l'aigua pels palestins.

## Geografia i clima
Ein al-Beida stà situat en una zona plana a la falda oriental de la vall del Jordà envoltat per pujols i muntanyes. Es troba a 15 quilòmetres al nord-est de Tubas, vorejada pel riu Jordà a l'est, Bardala a l'oest, la línia verda al nord i l'assentament israelià de Mehola al sud. L'elevació de la ciutat és de 166 metres sota el nivell del mar.
L'extensió de la vila cobreix 15.000 dúnams, constituint el 3% del sòl de la governació de Tubas. La part edificada és de 480 dúnams, mentre que 8,500 dúnams són terres d'ús agrícola.
El clima càlid és característic d'Ein al-Beida, amb estius càlids i secs i hiverns freds i secs. La precipitació mitjana al poble és de 275 mil·límetres. La temperatura mitjana anual és de 21-22 graus Celsius i la taxa d'humitat és 55%.

## Demografia
La població d'Ein al-Beida en 1961 era de 573 habitants, que augmentaren a 791 en 1997. Segons el cens de l'Oficina Central Palestina d'Estadístiques (PCB) en aquest any, 398 eren homes i 393 eren dones. El cens també va revelar que 42,9% dels habitants eren menors de 15 anys, el 54,1% entre 15 i 64 anys i el 3% mes de 64 anys. En 2006 la població d'Ein al-Beida era de 1.048 habitants. La família Fuquha representava un 80% dels residents de la vila mentre que la família Daraghma amb prou feines representava el 20%.

## Govern
Un consell del poble es va establir el 1996 per governar Ein al-Beida. Es compon de 7 membres, entre ells un president i celebra eleccions cada quatre anys. Les responsabilitats del Consell inclouen l'administració, planificació i desenvolupament, serveis socials, manteniment d'infraestructura i serveis públics.